# Saab 900
O Saab 900 é um automóvel produzido pela montadora sueca Saab Automobile de 1978 a 1998, divido em duas gerações. Seu chassi foi baseado no modelo Saab 99 e produzido nas versões sedan, hatch e conversível (1986), sendo este último o de maior sucesso. Foi sucedido pelo Saab 9-3. 

## Saab Convertible 86-94
Por volta de 1981, o presidente da Saab-Scania da América, Robert J. Sinclair, viu a oportunidade da Saab produzir um carro conversível de alta qualidade. As principais fabricantes de automóveis nos Estados Unidos haviam renunciado à produção de conversíveis e a Saab seguiu sem parceria na produção do Saab Convertible. Com menos de 30 mil dólares e poucos meses para concluir o projeto, a equipe de Sinclair trabalhou para a transformação do Sedan 900i num protótipo conversível. No mesmo momento, o especialista em transformações, sueco Leif Mellberg de Nykoping, trabalhou simultaneamente em um projeto de protótipo com base no CombiCoupe 900.
Os críticos se reuniram em Pasadena, Califórnia, a fim de avaliar os dois protótipos. Com um funcionamento automático da capota em menos de 30 segundos e com apenas dois ganchos necessários para garantir ao quadro do pára-brisas, o Saab Convertible americano foi facilmente o vencedor.